# Lucyna
Lucyna é um gênero de traça pertencente à família Agonoxenidae.